# Wasyl Czorny
Wasyl Iwanowycz Czorny (ukr. Василь Іванович Чорний; ur. 30 października 1987 w Rohaczynie, w obwodzie tarnopolskim) – ukraiński piłkarz, grający na pozycji napastnika.

## Kariera piłkarska

### Kariera klubowa
Wychowanek SDJuSzOR w Tarnopolu. Pierwszy trener - W.S.Tatarynow. W 2005 rozpoczął karierę piłkarską w składzie miejscowej drużyny Nywa Tarnopol. Nie potrafił przebić się do podstawowej jedenastki klubu, dlatego latem 2006 przeniósł się do amatorskiego zespołu FK Tarnopol. Wiosną 2009 powrócił do Nywy Tarnopol, pomagając zdobyć awans do Perszej lihi, ale już w sierpniu ponownie został piłkarzem FK Tarnopol-TNPU, z którym zdobył mistrzostwo i Puchar obwodu tarnopolskiego.

### Kariera reprezentacyjna
Występował w studenckiej reprezentacji Ukrainy.

## Sukcesy i odznaczenia

### Sukcesy klubowe
- mistrz Druhiej Lihi: 2009

### Sukcesy reprezentacyjne
- mistrz Uniwersjady: 2009

### Odznaczenia
- nagrodzony tytułem Mistrza Sportu Klasy Międzynarodowej: 2009